# Безціликова охорона гірничих виробок
Безціликова охорона гірничих виробок (рос. бесцеликовая охрана горных выработок, англ. non-pillar maintenance of mine workings; нім. Grubenbausicherung f ohne Kohlenpfeiler m) — способи забезпечення експлуатац. стану підземних гірничих виробок, що проводяться без охоронних ціликів вугілля за рахунок спеціальних заходів і кріплення.
Б.о. застосовується в Україні, Росії, Чехії, Польщі, Німеччині, Бельгії та ін.
Суть Б.о.г.в. полягає в розташуванні виробок в зонах із зниженим гірничим тиском або на межі цих зон, що створює сприятливі умови для їх підтримки або використання таких методів розробки корисних копалин, які забезпечують гармонійне просідання порід поверхні.
Під Б.о.г.в. також розуміють безціликове підтримання виробок, безціликову підготовку, безціликове виймання пластів.
Серед способів безціликового підтримання виробок виділяють спорудження дерев'яних кострів (клітей) та (або) органного кріплення, охо-рону залізобетонними блоками (тумбами), зведення бутових смуг або смуг із швидкотвердіючих матеріалів, закладку виро-бленого простору, раціональне розташування виробок в міцних породах або під виробленим простором вище залеглих вугі-льних пластів, а також додаткові заходи по розвантаженню й зміцненню масиву гірських порід.